# Hongerige Wolf
Hongerige Wolf is een gehucht in de gemeente Oldambt in de Nederlandse provincie Groningen. Het ligt ten noordoosten van Finsterwolde, voorbij Ganzedijk.
De Hongerige Wolf is tevens de naam van een motorgemaal, dat in 1974 werd gebouwd ter vervanging van de afwateringssluis Bellingwolderzijl.

## Geschiedenis
De bewoners langs de dijk van Hongerige Wolf duiken voor het eerst op in een krantenbericht naar aanleiding van de stormvloed van eind januari 1877, die tientallen polderjongens het leven kostte. De Winschoter Courant schrijft op 3 februari:
De bewoners van de zoogenaamde Hongerige Wolf en de Stadsplaatsen zijn allen met have en goed het water ontvlucht. 
Twee jaar later schrijft een plaatselijke correspondent in de Nieuwe Groninger Courant:
De bevolking neemt in 't Oldambt sterk toe. … Vooral moet de gemeente Finsterwolde hier genoemd werden. 'k Meen, dat men ook namen heeft gevonden voor de nieuwe streken in deze gemeente. Als 'k me niet vergis noemt men ze: Hongerige Wolf, Reindersoord en Voorstad.
De naam is mogelijk ontleend aan een herberg, wellicht een plek waar de mannen die werkten aan de indijking van de Reiderwolderpolder vanaf 1862 en de voorbereidingen daarvoor hun vertier vonden. De werkzaamheden voor de Reiderwolderpolder begonnen in 1845 en het jaar daarop stonden al er drie woningen voor de aannemers en een rij rieten keten voor het werkvolk. Voor de naam Hongerige Wolf bestaan ook andere verklaringen, maar die moeten tot de volksetymologieën worden gerekend. Presentator Rik Zaal schreef bijvoorbeeld in 1980 dat het gehucht was genoemd naar de laatste wolf die hier in 1794 zou zijn gedood. Ook werd verondersteld dat het om een verwijzing naar de allesverslindende Dollard zou gaan. Beide gedachten zijn echter niet op bronnen gebaseerd. De uitdrukking waterwolf was in Groningen ongebruikelijk.
Oorspronkelijk lag hier de Finsterwolderzijl, die omstreeks 1630 als thuishaven voor schepen fungeerde. Na de aanleg van het Beertsterdiep in 1636 sprak men doorgaans over Beer(t)sterzijl  Ernaast werd in 1704 de Bellingwolderzijl gebouwd. Die werd die op zijn beurt voorzien van een schans, de Bellingwolderschans (niet te verwarren met Oudeschans). Bij de sluizen bevonden zich woningen voor de sluiswachters of zijlwaarders, die ieder de beschikking hadden over enkele percelen land.
Bij de Beersterzijl werd omstreeks 1819 een schooltje voor de buurtschap Ganzedijk gebouwd, dat in 1854 naar het huidige Ganzedijk verhuisde. De schoolmeester had de beschikking over een perceel kerkenland en enkele kwelderweiden.  
De spaarzame bebouwing van Hongerige Wolf werd aanvankelijk tot Ganzedijk gerekend. De buurt is aan einde van de 19e eeuw sterk gegroeid door de bouw van een rij vrijstaande landarbeiderswoningen. Pas vanaf 1903 komt de naam weer in krantenberichten voor; in 1907 verschijnt hij op de topografische kaart. Daarna werd ook het noordelijke deel van Ganzedijk bij Hongerige Wolf geteld. In 1920 stonden hier volgens de officiële tellingen 19 woningen en waren er 127 inwoners, in 1930 ging het om 28 woningen met 109 inwoners.
Door de aanleg van de Reiderwolderpolder kwam de oude Beersterzijl te vervallen. De Bellingwolderzijl werd gereduceerd tot binnensluis (de Reiderlanderbinnensluis) en ten slotte vervangen door het motorgemaal De Hongerige Wolf. De nieuwe Beertsterzijl uit 1862 – doorgaans Reidersluis of Reiderlanderbuitensluis genoemd – fungeerde ruim 60 jaar lang als zeehaven, die voor een aantal schepen tevens als thuishaven diende. Na de inpoldering van de Carel Coenraadpolder en de aanleg van de Buitenzeesluis en het Boezemkanaal in 1924 werd de Reidersluis vervangen door de Spuisluis of Grote Slapersluis. Deze monumentale sluis met rolbrug werd in 2012 werd gerestaureerd. Bij de Reidertil werd in 1925 tevens een los- en laadplaats ingericht, die aanvankelijk voor zeeschepen met een diepgang tot 1.60 m toegankelijk bleef.   
In Hongerige Wolf was van ongeveer 1950 tot 1965 de ijsvereniging OKK Reiderwolderpolder gevestigd, die wedstrijden op het nabijgelegen Bellingwolderzijldiep hield.

## Recent
Hongerige Wolf is een tijdlang populair geweest bij kunstenaars, en nog altijd hebben diverse kunstenaars hier hun plek van inspiratie en rust.
De plaats kwam sinds 2000 regelmatig in het nieuws door de ontdekking van een ernstig misdrijf dat zich enkele jaren daarvoor had afgespeeld. Bij graafwerkzaamheden aan de G. Gernaatweg 21 werd in februari 2000 het lijk van Hannelore Klinkhamer-Godfrinon gevonden. Schrijver Richard Klinkhamer, haar man, had haar vermoord en begraven. Klinkhamers vrouw was al jaren als vermist opgegeven. Over alle beschuldigingen schreef Klinkhamer het boek Woensdag gehaktdag, maar pas in 2007 wilde een uitgever het publiceren. 
Hongerige Wolf kreeg daarnaast enige bekendheid door het televisieprogramma Man bijt hond, dat in 2003 en 2004 van Hongerige Wolf naar Schapenbout (in Zeeuws-Vlaanderen) trok om mensen te bezoeken. 
Sinds 2011 wordt jaarlijks het driedaags cultureel festival Hongerige Wolf georganiseerd.
In 2019 werd Hongerige Wolf door RTV Noord uitgeroepen tot Schierste Ploatsnoam (mooiste plaatsnaam) van het jaar.

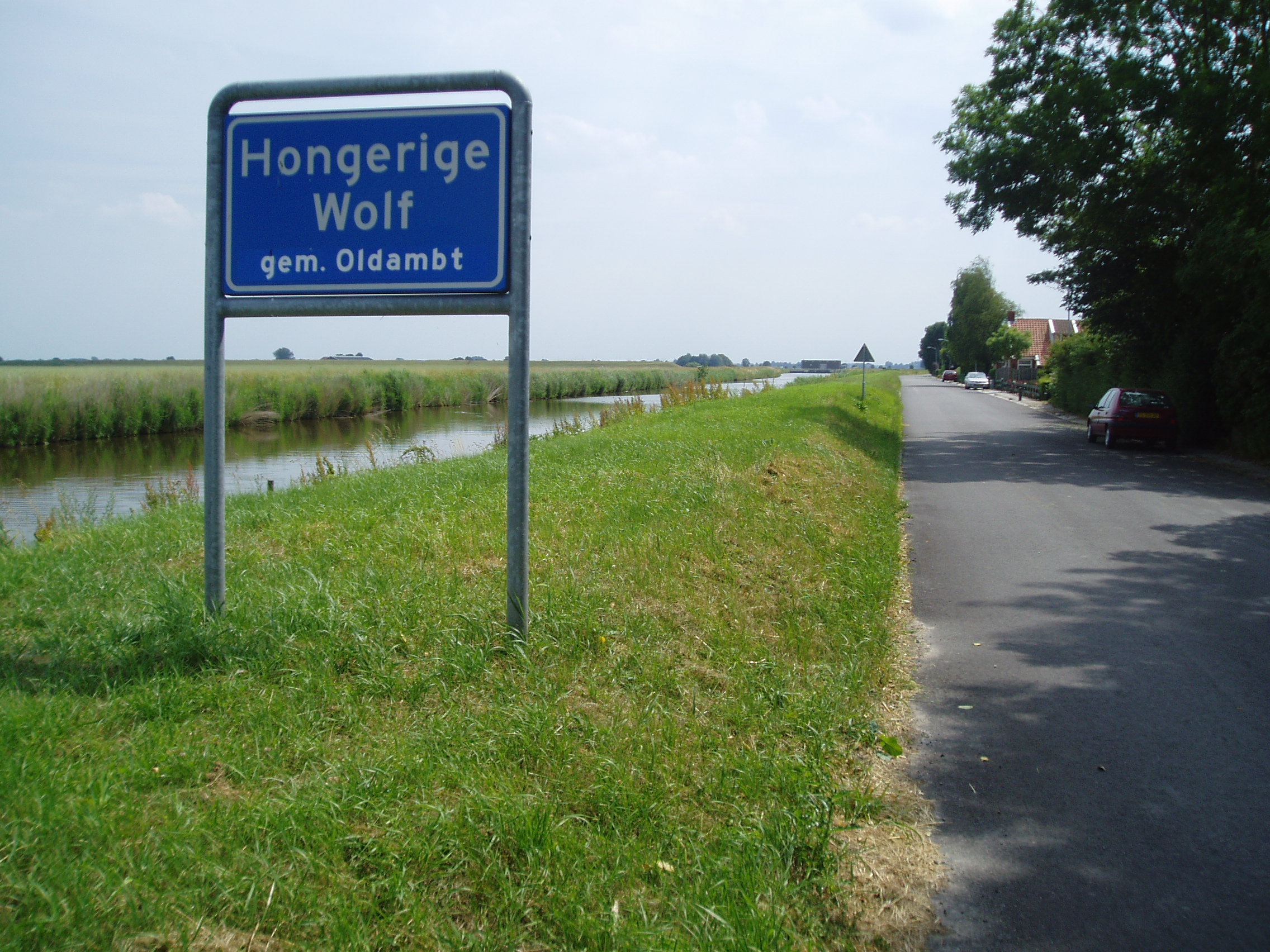
Hongerige Wolf gezien vanaf de brug
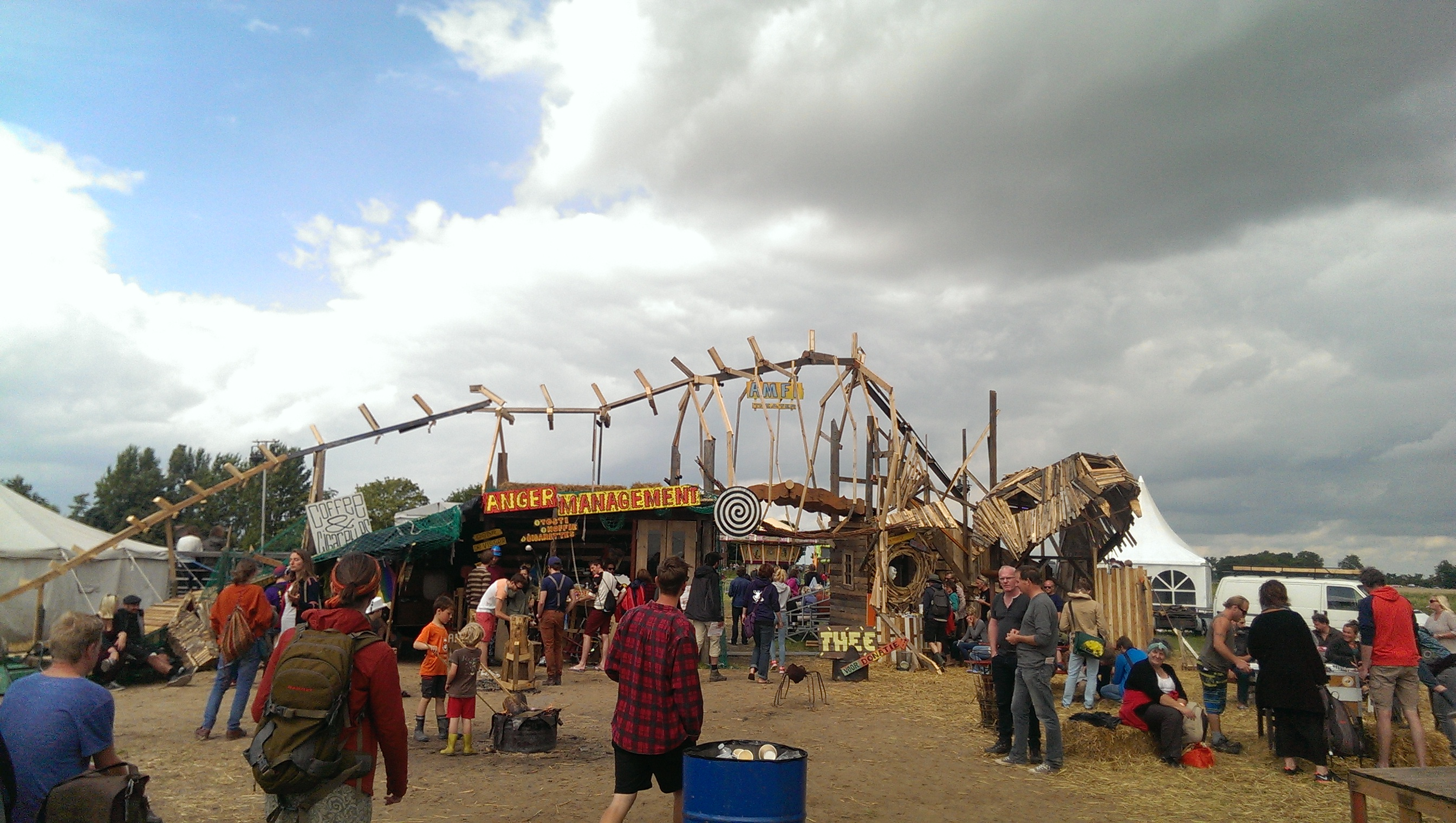
Festival Hongerige Wolf 2015

## Elders
De naam Hongerige Wolf komt ook elders voor en werd vaak gebruikt voor herbergen.

### Ommen
De Hongerige Wolf was een bekende herberg te Stegeren bij Ommen aan de hoofdweg van Holland naar Westfalen. De herberg bestond al in 1740. Het was later een bekende uitspanning en is nu een buitenplaats.

### Wedde
Hongerige Wolf was een buurtschap en een herberg bij Wedde aan de weg naar Vlagtwedde, Sellingen en Ter Apel. De naam voor het eerst vermeld in 1782. Een nabijgelegen perceel land heette het Wolfskampje. De buurtschap, ook wel Hongerij genoemd, komt sinds 1819 voor in de registers van de burgerlijke stand. De herberg, een "oud zwart gebouw", stond aan een driesprong bij de Ruiten Aa, op de hoek van de Ossedijk en aan de rand van het Veelerveld. Het verhaal gaat dat in deze omgeving de laatste wolf van Westerwolde zou zijn gedood. Een sage verhaalt over een steenhuis dat via een ondergrondse gang met de Wedderborg verbonden zou zijn. De caféboerderij (nu Wedderstraat 88) werd na 1900 vernieuwd. Café De Hongerige Wolf sloot kort voor 1992 definitief zijn deuren. 

### Midwolda
Hongerige Wolf te Midwolda: een voormalig laantje bij de Groeveweg in de buurtschap Meerland met 14 à 15 huizen (1900). De huizen zijn in de jaren vijftig gesloopt; het gebied maakt nu deel uit van het Oldambtmeer.

### Duitsland
- Hungriger Wulf, buurtschap en vliegveld bij Itzehoe in de Duitse Kreis Steinburg (Sleeswijk-Holstein), waar tevens een kunstenaarskolonie is gevestigd.
- Hungriger Wolf [de] was een herberg en een schapenhouderij te Halbe in de Duitse Landkreis Dahme-Spreewald (Brandenburg).

## Allerlei
- 'Hongerige Wolf' is een kunstwerk van Arie Berkulin, geplaatst in 1987 in de Carel Coenraadpolder ter gelegenheid van het voltooien van de dijkverzwaring. Het kunstwerk bestaat uit een tiental rechtopstaande zandzuigerbuizen. Doordat de buizen dicht bij elkaar staan, verandert bij het passeren steeds de aanblik. De kunstenaar wil hiermee de dynamiek van land en zee aanduiden.[26]
- Hongerige wolf (1999) is een dichtbundel met 15 sonnetten van Roelof Klaas Doff (onder het pseudoniem YUR).
- Hongerige wolf (2012) is de debuutroman van de Groningse oud-wethouder Klaas Swaak.